# Thyrasperma helianthoides
Thyrasperma helianthoides là một loài thực vật có hoa trong họ Phiên hạnh. Loài này được (Aiton) N.E. Br. miêu tả khoa học đầu tiên năm 1926.